# Chorizagrotis obscura
Chorizagrotis obscura är en fjärilsart som beskrevs av Otto Staudinger 1874. Chorizagrotis obscura ingår i släktet Chorizagrotis och familjen nattflyn. Inga underarter finns listade i Catalogue of Life.